# Філіппінський жолоб

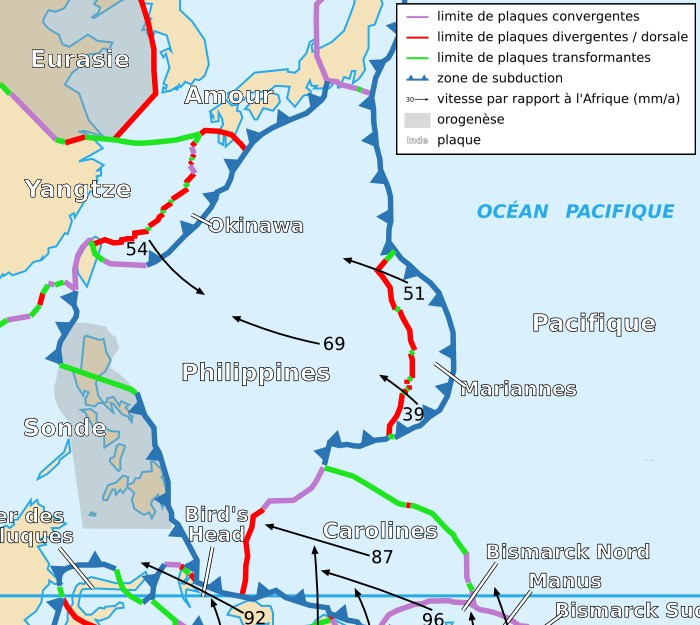
Філіппінська плита та Філіппінський жолоб на мапі

Філіппінський жолоб — океанічний жолоб, розташований на сході від Філіппінських островів. Його протяжність — 1320 км, від північної частини острова Лусон до Моллукських островів. Найглибша точка — 10 540 м.
Філіппінський жолоб є результатом зіткнення земних пластів. Океанічна, з 5-кілометровою шириною, але з характерною питомою вагою (базальт), Філіппінська морська плита занурюється зі швидкістю 16 см/рік під 60-км завтовшки, з меншою питомою вагою (граніт), Євразійську плиту, і плавиться за рахунок мантії Землі на глибині від 50 до 100 км. Цей геофізичний процес названо субдукцією. У цій зоні і перебуває Філіппінський жолоб.